# Diego de Torres Rubio
Diego de Torres Rubio (Alcázar de San Juan, provincia de Ciudad Real, 1547 - 1638) fue un jesuita, lingüista, gramático y lexicógrafo español.

## Biografía
Nació en Alcázar de San Juan, por entonces llamado Alcázar de Consuegra, en 1547. Comenzó su noviciado en Valencia en 1566, con diecinueve años. Ingresó en la Compañía de Jesús y alcanzó el grado de diácono. Más o menos en 1577 o en 1579 se embarcó para el Perú con otros dieciséis misioneros dirigidos por el padre Luis de Teruel, autor de un Tratado de las idolatrías de los indios del Perú escrito en latín, valioso por las informaciones culturales que suministra, y allí fue ordenado. Tras estar algún tiempo en Lima, pasó enseguida a Juli y, desde 1586 hasta su muerte, trabajó en como rector de los colegios de Potosí, La Paz y Chuquisaca (hoy Sucre). Aprendió primero el aimara y después el quechua, orden de aprendizaje que posiblemente refleja la mayor importancia que por entonces tenía allí el aimara. En 1612 hizo un viaje a Lima. En Chuquisaca ocupó la cátedra de aimara durante 30 años. Desde Potosí, en 1595, fue uno de los primeros jesuitas que visitó a los chiriguanos en el actual Chaco boliviano, en compañía del padre Yáñez. Publicó primero un arte quechua y aimara en Roma 1603, reeditado en Sevilla (1619); después un Arte aimara, con breve vocabulario, en Lima (1616) y otro quichua en Lima: imprenta de Francisco Lasso, 1619. Ambas obras fueron reimpresas después por su gran utilidad. Murió en Chuquisaca en 1638, a los 91 años.
Diego de Torres dedicó toda su vida a estudiar las lenguas nativas. Hubo una tercera edición del Arte de la lengua quechua tras las de 1619 y 1701 muy ampliada por Juan de Figueredo, quien aprovechó la coyuntura para incluir en ella su trabajo sobre el Vocabulario de la lengua Chinchaysuyo. El gran bibliógrafo José Toribio Medina ha señalado que hubo una cierta incertidumbre, por no decir controversia, sobre la identidad de los revisores del Arte original de Torres; es cierto que la tercera edición no se imprimió bajo la supervisión de Figueredo, porque había muerto muchos años antes de la publicación; por eso las revisiones posteriores se atribuyen a los padres Jacinto Ochoa y Juan Ignacio Aguilar.
El padre Juan Eusebio Nieremberg incluye una semblanza de Diego Torres en Varones ilustres de la Compañía de Jesús y Amanda San Román ha publicado una biobibliografía sobre este filólogo jesuita.

## Obras

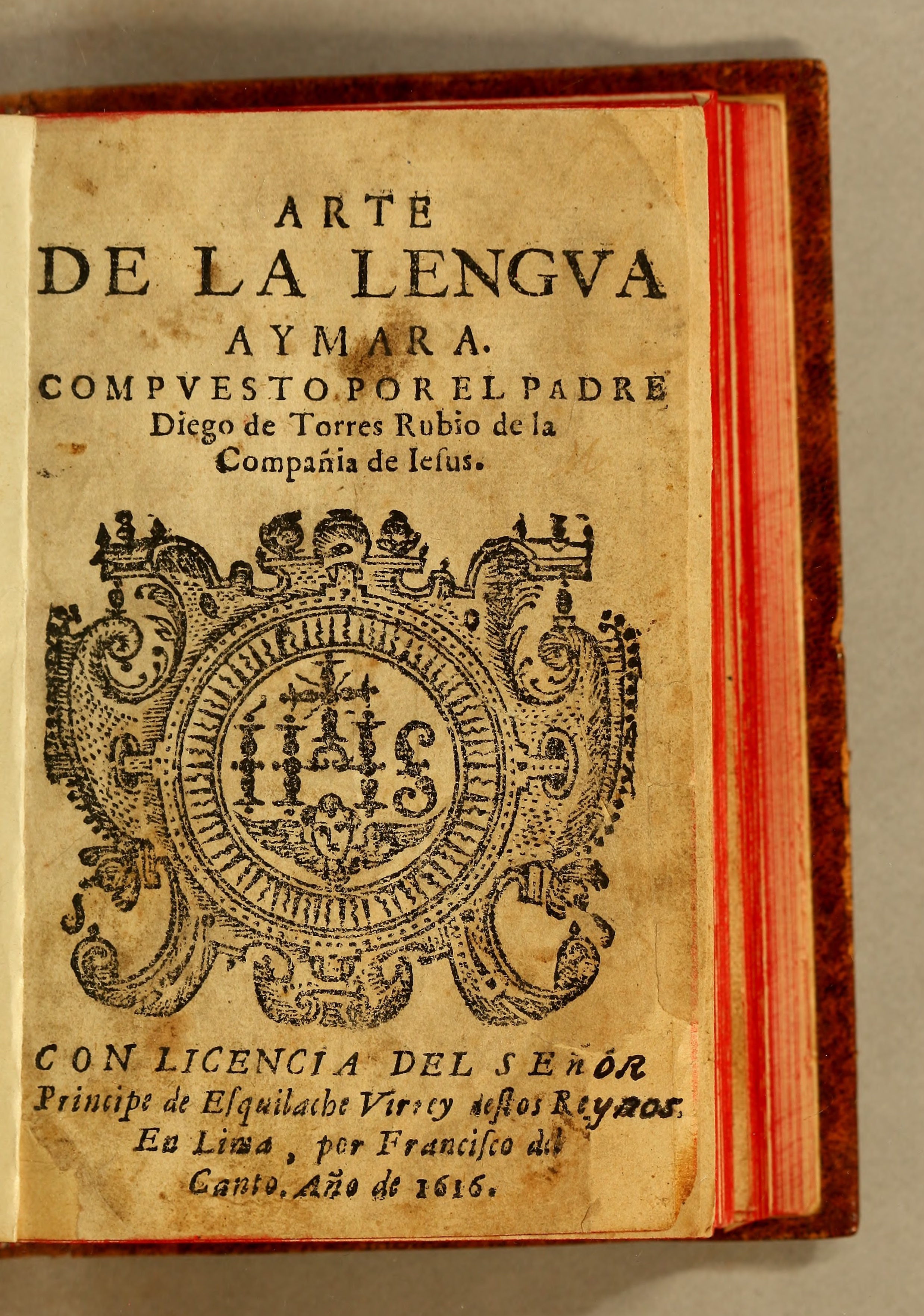
Portada de Arte de la lengua aymara (Lima, 1616)

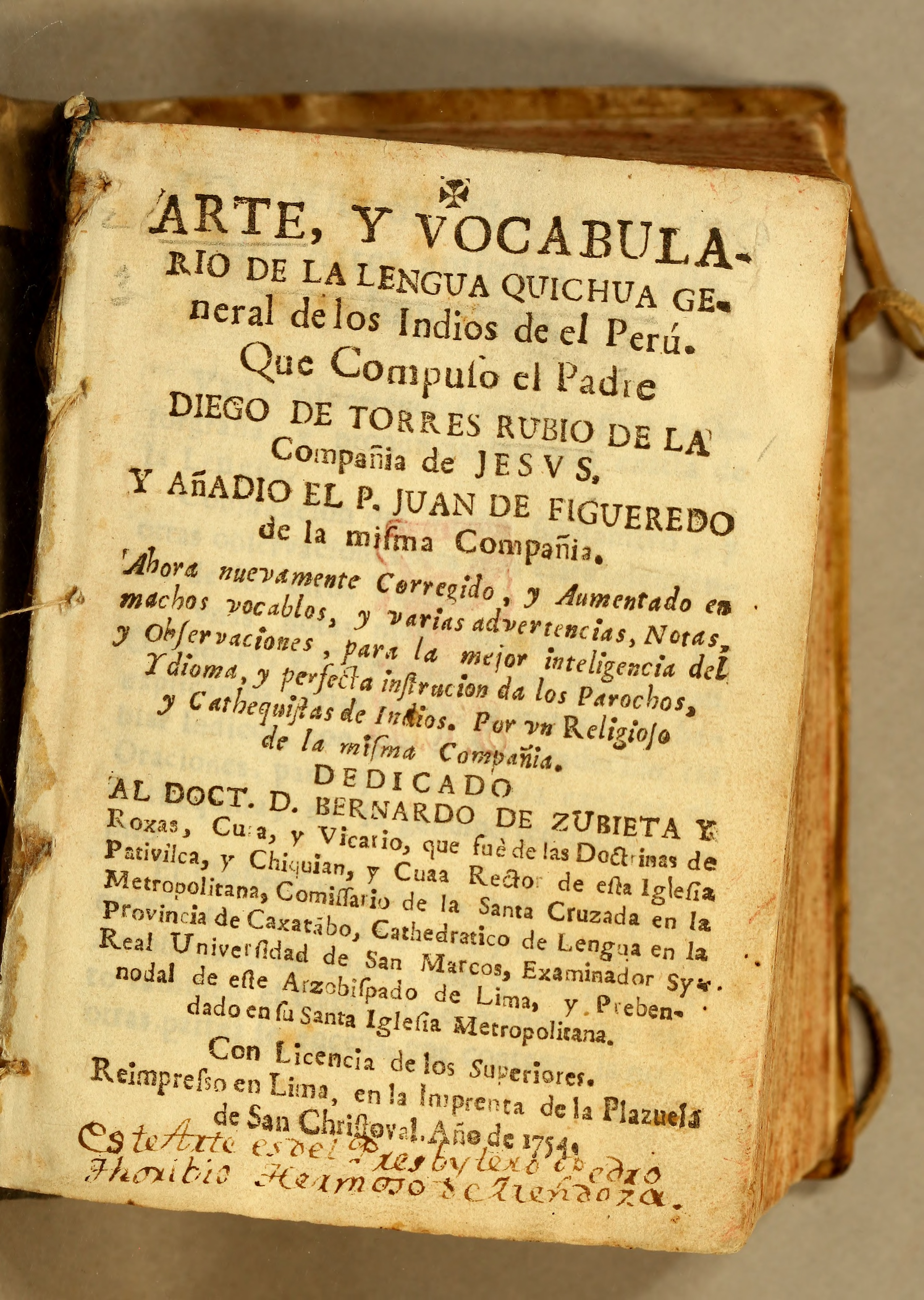
Portada de Arte, y vocabulario de la lengua quichua general de los indios de el Perú (Lima, 1754)

- Arte de la lengua Aymara compuesto por el padre Diego de Torres Rubio de la Compañía de Jesús. Lima: Francisco del Canto, 1616 (segunda edición). Hay edición moderna de Lima: LYRSA, 1967.
- Arte de la lengua Quichua. Lima: Francisco Lasso, 1619.
- Arte, y vocabulario de lengua Quichua general de los Indios de el Perú que compuso el Padre Diego de Torres Rubio de la Compañía de Jesús. Y añadió el P. Juan de Figueredo de la misma Compañía. Ahora nuevamente corregido, y aumentado en muchos vocablos. Lima: en la imprenta de la Plazuela de San Christóval, 1754 (3.ª ed.). Hay edición moderna de la Editorial H. G. Rozas, 1963.